# إيغور ترايكوفسكي
إيغور ترايكوفسكي مواليد 3 نوفمبر 1980 في سكوبيه، جمهورية مقدونيا، هو لاعب كرة سلة مقدوني معتزل. لعب مع إم زد تي سكوبيه في موسم 2003–2004، ثم لعب مع كاربوش سوكولي في موسم 2004–2005، ثم لعب مع إم زد تي سكوبيه في سنة 2006.

## روابط خارجية
- إيغور ترايكوفسكي على موقع كرة السلة الأوروبية.كوم (الإنجليزية)
- إيغور ترايكوفسكي على موقع بروبوليرز (الإنجليزية)